# John Condon (Soldat)

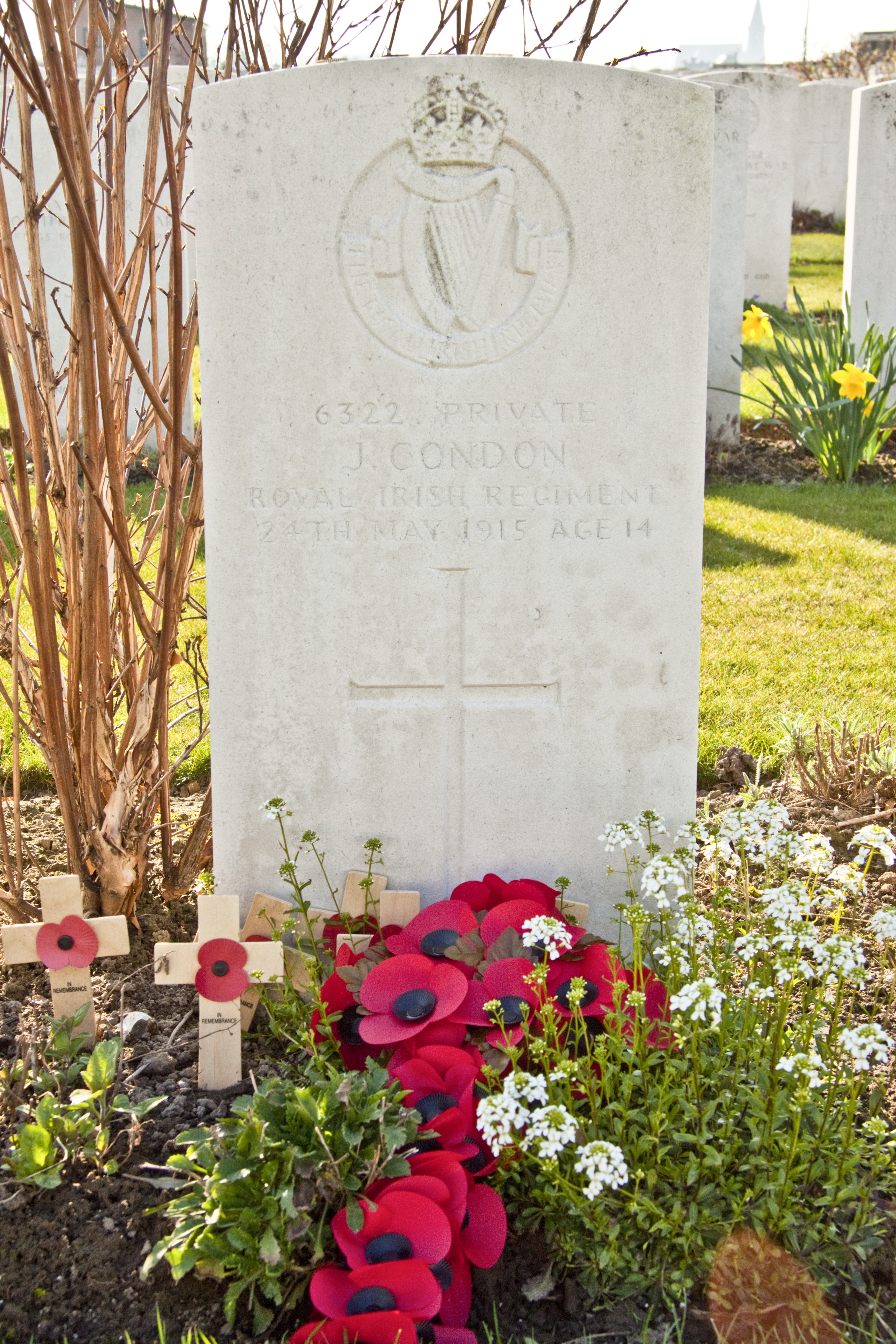
Grab von John Condon auf dem Soldatenfriedhof von Poelkappelle

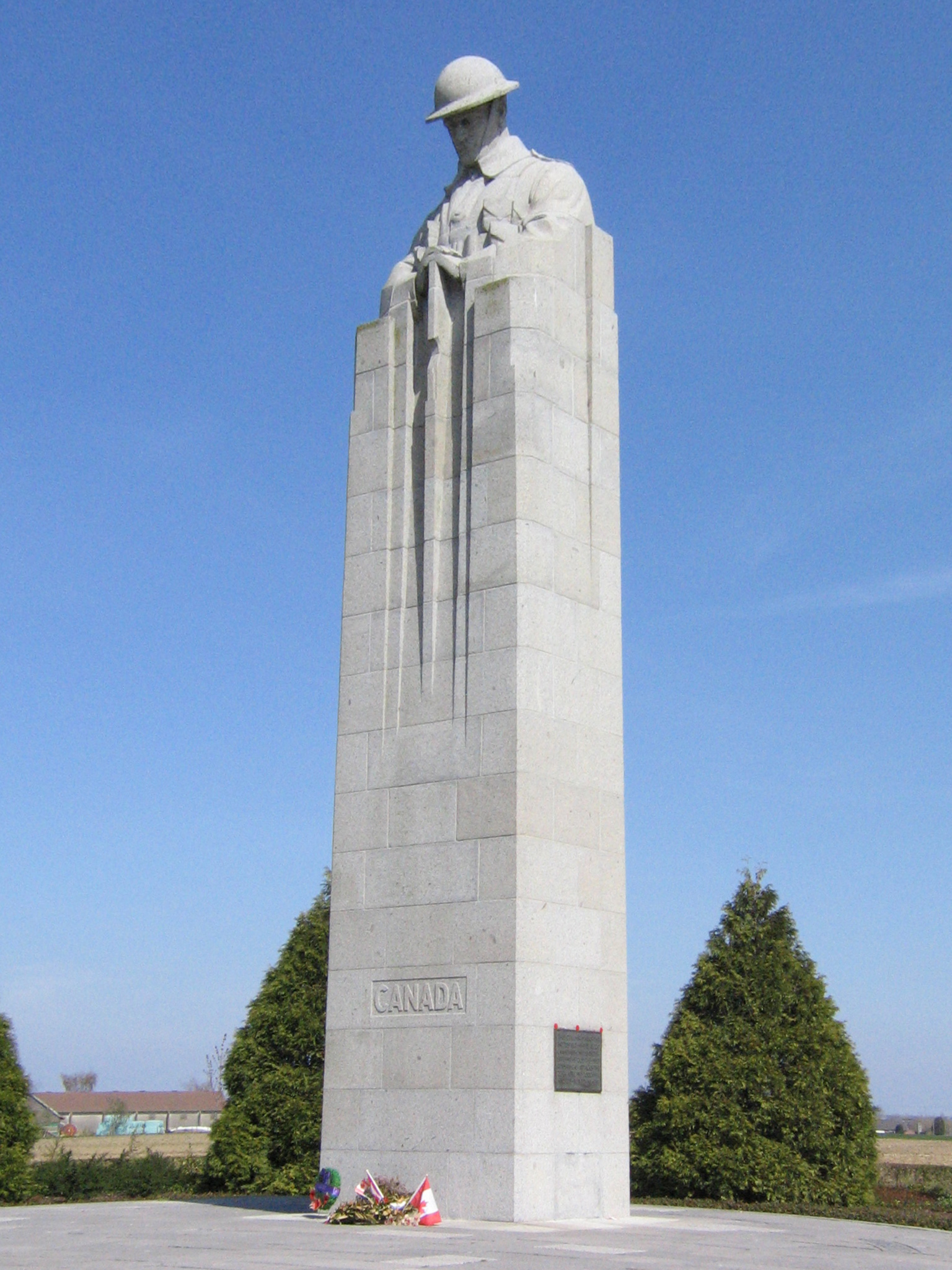
Saint Julien Memorial (1923) für die bei den ersten Gasangriffen am 22. und 24. April 1915 getöteten kanadischen Soldaten

John Condon (* um 1900 in Waterford, Irland; † 24. Mai 1915 bei Ypern) gilt als der jüngste Soldat der Alliierten, der im Ersten Weltkrieg fiel. 

## Lebenslauf
John Condon wurde als Sohn von John und Mary Condon in Waterford in Irland geboren. Er meldete sich am 24. Oktober 1913 freiwillig als Soldat beim 3. Bataillon des Royal Irish Regiment in Waterford. Er durchlief als Reservist bis zum 23. Februar 1914 eine militärische Ausbildung und erneut vom 18. April bis 17. Mai 1914. Am 7. August 1914 wurde seine Einheit nach dem Beginn des Ersten Weltkrieges mobilisiert, doch blieb er zunächst in der Reserve. Am 16. Dezember 1914 wurde er in das 2. Bataillon des Royal Irish Regiment in den aktiven Dienst versetzt. Das Bataillon war der 4. Infanterie-Division der British Expeditionary Force angegliedert und kam im Ypernbogen zum Einsatz. 
Während der Zweiten Flandernschlacht am 24. Mai 1915 unternahmen die deutschen Truppen einen heftigen Artillerieangriff in einem etwa sieben Kilometer langen Frontabschnitt des Ypernbogen, der vom 2. Bataillon des Royal Irish Regiment gehalten wurde. Dem Artillerieangriff folgte einer der ersten Einsätze von Giftgas im Ersten Weltkrieg. John Condon starb an den Folgen des deutschen Giftgasangriffes und wurde zunächst in einem provisorischen Grab in der Nähe von St. Julien beigesetzt. Seiner Familie war, als sie Nachricht von seinem Tod erhielt, überhaupt nicht bewusst, dass er an der Front in Belgien im Kriegseinsatz war.

## Grab und Denkmal
Acht Jahre später wurde er auf den britischen Soldatenfriedhof von Poelkappelle überführt. Sein Grab gilt heute als eines der meistbesuchten Gräber des Ersten Weltkrieges.
Am 18. Mai 2014 wurde nach 15 Jahren Planung in Waterford ein von Paul Cunningham geschaffenes Denkmal eingeweiht. Das Denkmal, das den Namen John Condon Memorial trägt, soll an alle 4800 Männer und Frauen aus der Stadt und dem County Waterford erinnern, die im Ersten Weltkrieg fielen und von denen 1100 kein bekanntes Grab haben. Nach dem Ende des Krieges und der Unabhängigkeit Irlands von Großbritannien wollte die irische Regierung das Schicksal des Soldaten lange Zeit nicht bekannt machen, da man behaupten könnte, er habe für die Briten gekämpft.

## Altersangabe
Die meisten älteren Biographien Condons gehen davon aus, dass er etwa 12 Jahre alt war, als er sich am 24. Oktober 1913 freiwillig als Soldat meldete und zum Zeitpunkt seiner Einschreibung falsche Angaben über sein Alter gemacht habe, um überhaupt in die Armee aufgenommen zu werden. 
Neue Untersuchungen versuchen nachzuweisen, dass die Altersangabe von Condon mit 14 Jahren falsch ist und er in Wirklichkeit 18 Jahre alt war.